# زورا بيجوم
زورا بيجوم المعروفة أيضًا باسم آيي نيونت، كانت أحد أول المشرعين في اتحاد بورما، إلى جانب خين كيي (خين كيي هي سياسية وزوجة لأون سان) هي سياسية من أراكان، بورما ( ولاية راخين الآن، ميانمار ). انتخبت لتكون نائبة في برلمان بورما خلال الانتخابات البورمية العامة، 1951، وممثلة الدائرة الانتخابية في منغدو.